# 対戦ホットギミック
『対戦ホットギミック』は、彩京の脱衣麻雀ゲームシリーズ。アーケードを中心に、PC、PlayStation 2、ドリームキャスト、Nintendo Switchなどにも移植されている。

## 概要
4作目の『対戦ホットギミック ミックスパーティー』（2005年）以降は彩京を吸収合併したクロスノーツによってリリースされていたが、クロスノーツは『対戦ホットギミック 未来永劫』（2006年）をリリースした後に活動停止した。
2012年現在、『対戦ホットギミック 未来永劫』が『ホットギミック』シリーズ最後の作品であると同時に、JAMMA加盟メーカーからアーケードでリリースされた最後の脱衣麻雀ゲームとなっている。
本シリーズの多くの作品では、通常の脱衣麻雀としてのモードに加え、全身タイツ姿の男たちが戦う対戦モードが収録されていることでも知られており、一部のファンからは対戦モードがメインだと考えられている。
このアイデアはプログラマーの中村晋介によるものであり、『対戦アイドル麻雀ファイナルロマンスR』に対抗するためにとりいれられ、撮影に当たっては大学のプロレス同好会が協力した。
『コスプレ雀』と『アクセス雀』の開発に携わったゼロディブ代表の原神敬幸は、2020年のファミ通とのインタビューの中で、本シリーズの開発チームは同ジャンルの『スーパーリアル麻雀』シリーズに思い入れがあったとしつつも、『スーパーリアル麻雀』のシステムに寄せるつもりは全くなく、方向性は違っていた振り返っている。また、原神は『アイドル雀士スーチーパイ』シリーズとは絵柄や脱衣に至るまでのプロセスが異なると前述のインタビューの中で話している。

## 主なゲームシステム
ルール上の特徴
基本はアリアリだが、関西（当時）のメーカー開発であることから、門前ツモとピンフの複合が認められていないなどの特徴を持つ。
対戦モードによる対人戦を意識した設計になっており、これにより「ツモ減り2人分」という特徴的なルールが採用されている（その後、スーチーパイIIIでも採用された）。このため、相手に大きなダメージを与えるためには、ツモ和了りではなく、直撃を狙わなければならない。
一人用モードでは対局の進行によって溜まる「ジャンパワー」を使用することで、また対戦モードでは和了られた側に敗者救済の意味でアイテムが支給される。但し、ツモの価値の低い本作で一発ツモを強制的に発生させるアイテムであるとか、あるいは交換に出した牌が対戦相手に見えてしまう牌交換アイテムといった具合で、使用時にデメリットを伴うものである。それでも、ツモで半端に削ると（役満ツモでも一発では飛ばせない）手痛いしっぺ返しがあるため、直撃を狙い一発で飛ばすことを狙うのがセオリーである。
おしおき
ゲームタイトルの「対戦」が示すように、二人打ち麻雀のゲームである。一人用モードでは、相手の持ち点を0にするか3回和了れば勝利、という基本的ルールに加え、勝利後に「おしおき」と呼ばれるシステムがある。従来型の脱衣麻雀では、プレイヤーが勝利することによって、相手の女性キャラクターが脱衣をするというルールが一般的であった（リアル麻雀牌牌・成長編などの例外もある）。これに対し、「○○の刑」などの名称での様々な「おしおき」で、ボタンを連打することにより女性キャラクターのセクシーな画像を見ることができるのが本シリーズの特徴である（「許す」で無罪放免にすることもでき、作品によっては隠しキャラクターの出現条件となる）。ただし、「おしおき」は男性キャラクターにも行うことができる。
対戦モード
本ゲームのアーケード版では、1枚のゲーム基板で2台の筐体を稼働させることができる（未来永劫では2枚の基板が必要）。2台はそれぞれ別途に、また「対戦モード」と称して2台を用いて対人戦をすることができる。その際、プレイヤーになるのが「ジャンファイター」と呼ばれる実写取り込みの全身タイツの男たちである。「おしおき」は彼らに対して行われ、勝者が敗者に対し和了り役の翻数に応じて電気アンマなどの技を繰り出す。無印では赤タイツの「ジャンレッド」と青タイツの「ジャンブルー」、『快楽天』では日の丸入りの白タイツに日の丸鉢巻の「ジャンジャパン」と青タイツに胡散臭い金髪と高い鼻の「ジャンアメリカ」、『デジタルサーフィン』では立派な髭に兜をかぶった「ジャンショーグン」とパンツ一丁で冠をつけた「ジャンプリンス」、『フォーエバー』では「ジャンゴッド」と「ジャンデビル」が出演する。無印の二人はおしおき技に差が無かったが、『快楽天』以降は、「打ち首」などキャラクターの特性に応じた技が用意されるようになった。

## シリーズ

### アーケード版
対戦ホットギミック（1997年）
一人用モードに登場する女性キャラクター達は皆、心に何らかの悩みを抱えており、プレイヤーは麻雀の対局と「おしおき」を通じてそれらを救済していくという筋書き。
美麗なグラフィックに加え、矢島晶子ら豪華声優陣、そして全身タイツの男達が珍妙なプロレス技を繰り出しあう対戦モードも話題となった。
隠しキャラクターとして、"彩京STGのキャラによく似た人たち"3名が登場する（うち1名は男）。
メインイラストレーターは司淳。
| 登場キャラクター       | 声優           |
| ---------------------- | -------------- |
| 清水智子               | 矢島晶子       |
| エイプリル・オーガイン | 松井菜桜子     |
| 安井せつな             | こおろぎさとみ |
| 鈴木初音               | 水谷優子       |
| 三条葵                 | 大谷育江       |
| 大仁裕子               | 佐々木菜摘     |
| ツヴァイス             | 水谷優子       |
| ベフェルド             | くじら         |
| こよみ                 | 高田由美       |
| ミリオン               | 大谷育江       |
| カイン                 | 若本規夫       |
| 山吹結花               | 不明           |

対戦ホットギミック 快楽天（1998年）
成人向け漫画雑誌『COMIC快楽天』とのコラボレーションを実現し、同誌作家のいのうえたくや、OKAMA、かるま龍狼、陽気婢、SABEなどがデザインしたキャラクターが多数登場。
『快楽天』の世界へと迷い込んでしまったプレイヤーは、漫画の登場人物たちと麻雀で対戦しながら、元の世界へ戻る方法を探すこととなる。
対戦モードは「ジャンジャパン」と「ジャンアメリカ」による日米対決。
イメージキャラクターデザインは、当時『快楽天』の表紙イラストを担当していた村田蓮爾。
なお、ジャンジャパンとジャンアメリカが使用したコスチュームは、それぞれ「ゲーメスト」Vol.245（1999年1月15日号）の読者プレゼントとして提供された。
対戦ホットギミック3 デジタルサーフィン（1999年）
今回はインターネットの世界を舞台とし、人気イラストレーターたちのWebサイトをリンクで辿りながら、各サイトの看板娘たちと麻雀で対戦していく。
対戦モードは「ジャンプリンス」と「ジャンショーグン」による東西歴史対決。
また、同作ではもう一つの一人用モードである「ジャンファイターズモード」（実写ストーリーモード）が収録されており、前作の対戦モードに登場したジャンアメリカの息子ジャンボーイが父を探しに日本を旅するという内容となっている。
裏テーマとして、雑誌『ゲーメスト』とのコラボレーション色も強い作品であり、隠しキャラクターも「メルティ」（ゲーメストのアンテナショップ「マルゲ屋」のマスコットキャラクター）と「ジャンアリカ」（ゲーメスト連載の広告漫画『そんなんARIKA』に登場のアリカ副社長・三原一郎）の2名である。
イメージキャラクターデザインは吉崎観音。

【登場キャラクター】
| - 近藤未来 - リサ・ドット・コム - ルーシー吉田 - 織原舞 - 紅林万里佳 - 名菓ひびき - 下田ゆうか - 祈紅院沙流那 | - シルテ - てる - ロボットガール32号 - メルティ - ノービア - シルビア - 山吹結花 |

対戦ホットギミック フォーエバー（2000年）
再び司淳をメインイラストレーターに据え、1作目と同様の世界観で原点回帰を図った作品。
なお、サブタイトルの「フォーエバー（forever）」は、シリーズ4作目（4 = four）であることとのダブルミーニング。
対戦モードは「ジャンゴッド」と「ジャンデビル」による善悪対決、ストーリーモードは「麻雀探偵物語」。
ストーリーモードでは主人公が様々な人物との戦いを通じて事件の手がかりを入手し、捜査を進める内容となっており、タイツ姿のジャンファイターは登場しないものの、対戦相手の殆どは一般公募によるものである。
隠しキャラクターとして、1作目とは別の"彩京STGのキャラによく似た人たち"3名が登場する（うち1名は男）。
麻雀ホットギミック インテグラル（2001年）
1 - 4作目の脱衣モードを一つにまとめたリミックス作品である。
ただし、本作のみ、3回以内の和了で相手の持ち点を0にしなければおしおきを行うことは出来ず（他作品では3回和了すれば点数が残っていても可）、対戦前の会話などのストーリー性も大幅に削られている。
また、本作は脱衣モードに特化した作品であるため、ストーリーモードと対戦モードは収録されていない。
イメージキャラクターデザインは司淳。
対戦ホットギミック ミックスパーティー（2005年）
彩京のクロスノーツへの吸収合併後、初のシリーズ作品。
1 - 4作目の脱衣モードをストーリー面も含めて全て収録したカップリング作品で、『インテグラル』とは異なり各作品を個別に楽しむことが出来る。
また、システム基板としてTAITO Type Xを採用したことにより、解像度の向上に合わせてグラフィックが全て修正されている。
本作も実写ストーリーモードと対戦モードは未収録。
対戦ホットギミック 未来永劫（みらいへゴー）（2006年）
クロスノーツ初（にして唯一）のシリーズ完全新作で、本作もTAITO Type Xを使用。
過去作品で人気を集めた5名のイラストレーター（獅子猿・宗我部としのり・司淳・白亜右月・みづきたけひと）をキャラクターデザインに起用している。
対戦モードは「ジャンボッチャマ」と「ジャンナリキン」による金持ち対決。
サブタイトルは、シリーズの継続と再出発、そして5作目であることも掛けたトリプルミーニングである。
イメージキャラクターデザインは白亜右月。

### Windows版
発売元は全てマイ・ハーベスト。いずれも18禁。PCの解像度に合わせてグラフィックが修正されているほか、CG・おしおき鑑賞モードも追加されている。また、対戦モードと実写ストーリーモードは未収録。1 - 4作目の初回限定版には特典としてトレーディングカードが封入された。
対戦ホットギミック（2003年10月3日発売）

対戦ホットギミック 快楽天（2003年12月12日発売）

対戦ホットギミック3 デジタルサーフィン（2004年5月21日発売）

対戦ホットギミック 〜コラボパック〜（2004年5月21日発売）
「快楽天」と「デジタルサーフィン」のセット商品。
対戦ホットギミック フォーエバー（2004年10月22日発売）

対戦ホットギミック お仕置きボックス（2004年12月10日発売）
シリーズ4作品と特製アートブックをセットにした、2004年内限定生産品。
ハーベスト・アーケード麻雀コレクション（2005年5月20日）
「対戦ホットギミック」「アイドル雀士スーチーパイ3」「ファイナルロマンス4 Wパック」のセット商品。
ハーベスト・ホットギミックコレクション（2005年12月9日発売）
「お仕置きボックス」から特製アートブックを除いた、廉価版セット。

### PS2版
PS2版は家庭用ゲーム機向けという点を考慮して、おしおきは主にコスプレの刑となり、脱衣後の画像にも修正が加えられている（裸から下着に変わっているなど）。また、アーケード版の対戦モードを一人用にアレンジした「ジャンファイトモード」も追加されている。
対戦ホットギミック コスプレ雀（2004年4月29日発売）
1作目の移植版。イラストレーションブック付きの限定版(スペシャル版)も同時発売。おまけモードあり。CERO：18才以上対象区分となっている。
対戦ホットギミック アクセス雀（2005年4月28日発売）
3作目をベースに、吉崎観音デザインの新キャラクターを追加。
表裏のイラストレーターを入れ替えたスペシャルパッケージに特製ブックレットを同梱したスペシャル版も同時発売（通常版のパッケージイラストは表が吉崎観音・裏が司淳）。CERO：18才以上対象区分となっている。

### DC版
対戦ネットギミック カプコン&彩京オールスターズ（カプコンより2001年6月28日発売）
カプコンおよび彩京の人気キャラクターたちと二人打ち麻雀で対戦する、シリーズ番外編。
本作には脱衣要素は含まれておらず、一人用モードでは代わりにCGの収集要素がメインとなっている。
また、オンライン対戦が可能な「ジャンファイトモード」では、プレイヤーが作成したジャンファイター同士によるおしおき技の応酬が3Dグラフィックで楽しめる。
ジャンファイターは対戦で得たポイントを使用してカスタマイズが可能であり、パーツの中にはカプコン・彩京キャラクターのような姿になれるものも多数存在する。

### Nintendo Switch版
対戦ホットギミック コスプレ雀 for Nintendo Switch（ゼロディブより2018年7月5日配信）
PS2版を高解像度化した移植版。CERO：D（17才以上対象）区分となっている。
対戦ホットギミック アクセス雀 for Nintendo Switch（シティコネクションより2019年7月4日配信）
PS2版の移植。CERO：D（17才以上対象）区分となっている。

### 携帯アプリ版

#### 彩京配信
対戦ホットギミック（配信終了）
iアプリでのみ配信。メールの送受信による擬似オンライン対戦がメイン。

#### スクウェア・エニックス配信
対戦麻雀ホットギミック（配信終了）
iアプリとEZアプリで配信。
CPU戦およびオンライン対戦が可能。
脱衣要素こそ無いものの、勝利したキャラクターのイラストは待ち受け画像としてコレクションすることができ、その総数は500枚以上。
ただし、プレイヤーが自由に対戦できるのは毎月ランダムで決定される一人だけであり、同月内に他のキャラクターの画像を集めるためには、そのキャラクターを持つプレイヤーにオンライン対戦で勝利する必要がある。

#### クロスノーツ配信
対戦ホットギミック
iアプリとS!アプリで配信中。
1作目から9人のキャラクターが登場。
FOMA900シリーズ専用版では、キャラクターとの対局に勝つことで「おしおきFLASH」をダウンロードできる。
対戦ホットギミック2
S!アプリでのみ配信中。
3作目から7人のキャラクターが登場。おしおき演出が前作よりもグレードアップ。
麻雀ジャンファイトホットギミック
iアプリでのみ配信中（FOMA900シリーズ専用版では「対戦ホットギミック」に内蔵）。
1作目からジャンレッド・ジャンブルーの2名が登場。
対戦ホットギミック花札ジャン
EZアプリでのみ配信中のオリジナル作品。
麻雀ではなく花札（ゴーストップ）で対戦を行い、勝利することで待ち受け画像をコレクション可能。
対戦相手は「山吹結花」一人だが、待ち受け画像を全て集めると、更なるプレゼントが用意されている。
なお、配信サイトのリニューアル前後では、待ち受け画像の種類も異なっている。